# 杨连第桥
杨连第桥，位于中华人民共和国河南省三门峡市陕州区观音堂镇石壕村委会南洼与槐沟之间的山谷中，是陇海铁路观音堂站与庙沟站之间的铁路桥，现由新、老两座桥组成。杨连第桥是以中国人民解放军铁道兵、战斗英雄杨连第的名字命名，是中华人民共和国境内唯一一座以人名命名的铁路桥梁。

## 历史
杨连第桥现有新、老两座。老桥即原陇海铁路洛陕段八号桥，桥中心里程为上行788公里加446米，由比利时公司于1922～1923年修建，1924年5月通车。桥墩墩身截面为矩形，墩高45米，曾是当时中国最高的铁路桥。桥跨两端为8.9米，中间4孔31.5米，全长173米。1944年，为阻止日军进攻，国民党军从陕县向西撤退时将大桥破坏。抗日战争胜利后对大桥进行了修复，于1946年8月恢复通车。1948年第二次国共内战期间，国民党军败退时再次将大桥破坏。1949年8～10月，中国人民解放军铁道兵对该桥进行了抢修，战士杨连第在抢修过程中表现突出，获得战斗英雄、登高英雄称号。杨连第在抗美援朝战争中牺牲后，铁道部将8号桥命名为“杨连第大桥”。陇海铁路复线建成后，该桥成为陇海上行线桥梁。
新桥位于老桥南侧，于1957年底开工建设，1960年6月通车。新桥两端相距老桥分别为35米和40米。桥中心里程为陇海下行线788公里加431米，全长193米，桥跨1孔20.3米和5孔32米。

## 现状
杨连第桥目前由中国铁路郑州局集团有限公司洛阳工务段杨连第桥隧工区负责维护。1956年10月在老桥西端南侧建成了杨连第烈士纪念碑。2001年7月，中国铁路郑州局集团有限公司将杨连弟桥确定为“爱国主义教育基地”，修建了杨连第烈士陈列室。